# Somerset (Nova Jersey)
Somerset és una concentració de població designada pel cens dels Estats Units a l'estat de Nova Jersey. Segons el cens del 2000 tenia 23.040 habitants.

## Demografia
Segons el cens del 2000, Somerset tenia 23.040 habitants, 8.238 habitatges, i 5.799 famílies. La densitat de població era de 1.669 habitants/km².
Dels 8.238 habitatges en un 31,2% hi vivien nens de menys de 18 anys, en un 52,6% hi vivien parelles casades, en un 12,9% dones solteres, i en un 29,6% no eren unitats familiars. En el 22,8% dels habitatges hi vivien persones soles el 6,8% de les quals corresponia a persones de 65 anys o més que vivien soles. El nombre mitjà de persones vivint en cada habitatge era de 2,78 i el nombre mitjà de persones que vivien en cada família era de 3,29.
Per edats la població es repartia de la següent manera: un 24% tenia menys de 18 anys, un 8,7% entre 18 i 24, un 32,6% entre 25 i 44, un 23,3% de 45 a 60 i un 11,4% 65 anys o més.
L'edat mediana era de 36 anys. Per cada 100 dones de 18 o més anys hi havia 91,9 homes.
La renda mediana per habitatge era de 65.831 $ i la renda mediana per família de 73.040 $. Els homes tenien una renda mediana de 50.309 $ mentre que les dones 36.162 $. La renda per capita de la població era de 26.798 $. Aproximadament el 4,9% de les famílies i el 7% de la població estaven per davall del llindar de pobresa.

## Poblacions més properes
El següent diagrama mostra les poblacions més properes.